# 语文学
语文学（英語：philology，全稱語言文字學，又稱文獻學），是语言学的一个分科，有時作爲歷史語言學（historical linguistics）的同義詞，偏重从文献角度研究语言和文字。漢語語文學一般包括文字学、训诂学、音韵学、校勘学等。

## 历史
在古埃及，中国和所有其他的文明中都留下很多文字。
在中世纪的末期，因为封建领主想占据法理上的优势，推动了对古代文本的研究。
在18世纪，弗里德里希·奥古斯特·沃尔夫（1759年 － 1824年）创建了语文学的现代概念。
在19世纪语文学高度进化。在19世纪也发现了数以百计的新文件。例如让-弗朗索瓦·商博良识破古埃及象形文字结构并破译了罗塞塔石碑。
二战期间语文学陷入停顿。许多研究语文学的德国学者离开德国或者成为纳粹，因此在战后失去了威信。

## 参見
- 小學 (經學)
- 中央研究院歷史語言研究所